# Іщук Арсен Олексійович
Арсе́н Олексі́йович Іщу́к (нар.9 (22) червня 1908, с. Городок, тепер Ружинського району, Житомирська область — 21 грудня 1982, Київ) — український літературознавець, педагог і письменник.

## Життєпис
Закінчив педтехнікум і філологічний факультет Київського університету. 1937 року закінчив там аспірантуру.
Кандидат наук, професор Київського університету. З 1952 по 1972 рік завідував катедрою історії української літератури на філологічному факультеті КДУ, згодом був обраний деканом факультету, був проректором університету з навчальної роботи.
Друкуватися почав 1930 року, з 1940 року виступає з критичними статтями та науковими розвідками з історії української літератури. Головніші літературознавчі праці «Леся Українка» (1950), «Павло Тичина» (1954), «Василь Минко» (1957), «Сорок років української радянської літератури» (1957), літературно-критичні збірки «Статті» (1958), «На шляху поступу» (1968) та ін. Автор роману-хроніки «Вербівчани» (перша книга 1961, друга книга 1964, третя книга 1975). Брав активну участь у здійсненні п'ятитомного видання «Матеріали до вивчення історії української літератури».
У його перекладі з російської мови вийшли романи Бориса Полєвого «Глибокий тил» (1960) і Всеволода Воєводіна «Спокою нема. Історія одного кохання» (1964).
Член КПРС з 1944 року.

## Відзнаки
Нагороджений орденом «Знак Пошани», медалями.